# Desfilada planetària

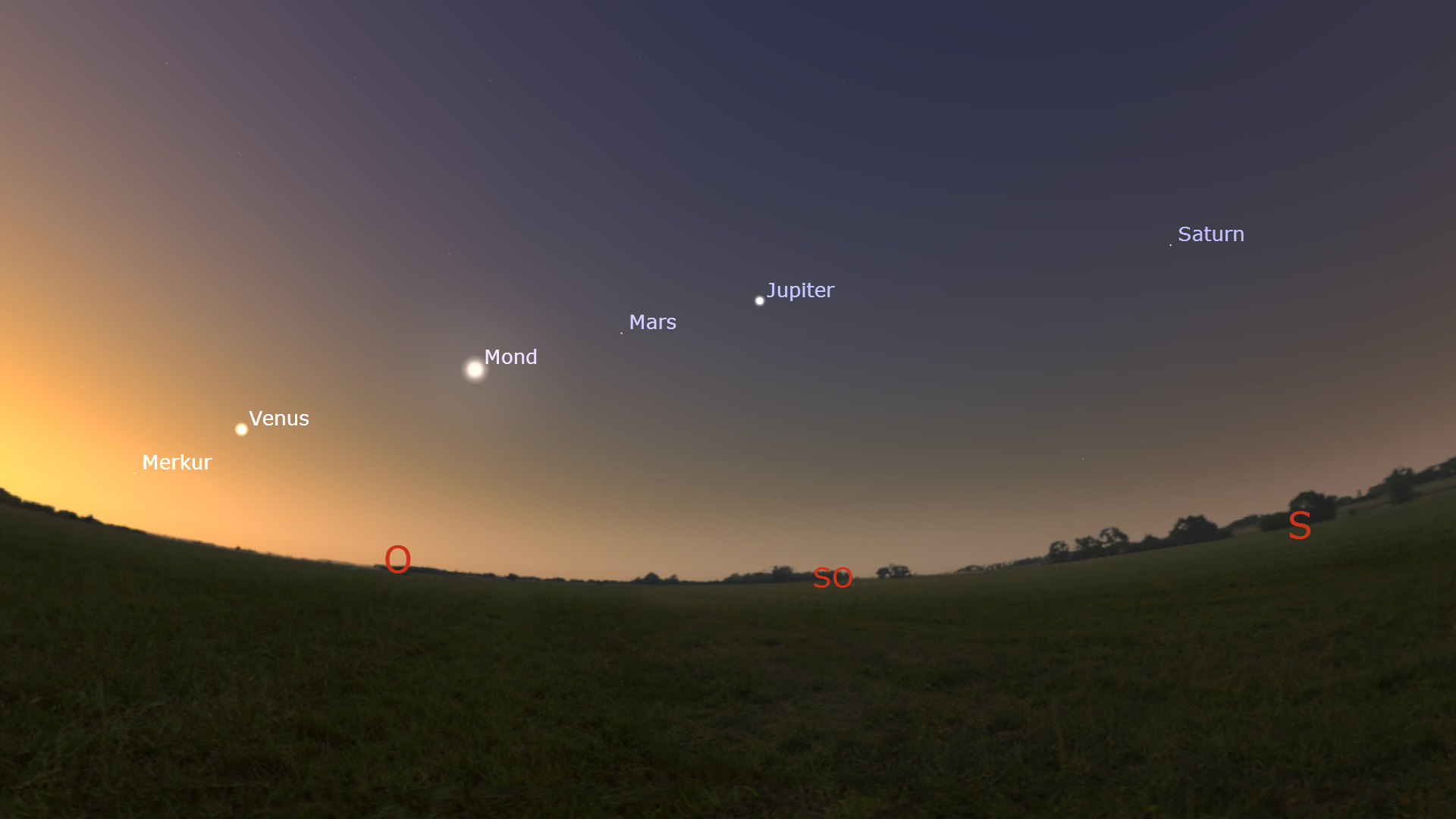
Simulació Stellarium de la desfilada planetària de 6 cossos del 24 de juny de 2022, 04:30 CEST.

Una desfilada planetària o processó planetària és el nom que es dona a un fenomen astronòmic pel qual tres o més planetes del sistema solar són visibles al cel, bastant a prop l'un de l'altre. Atès que els seus plans orbitals només es desvien una mica de l'eclíptica, els planetes es disposen en fila, formant un arc. Sovint se l'anomena "alineació planetària" de manera errònia, doncs no es tracta d'una alineació real a l'espai.
Les desfilades de 3 planetes es donen aproximadament un cop l'any, mentre que la freqüència de les desfilades de 4 és biennal. Per veure'n una de 5, pot passar més d'una dècada. L'any 6 dC es va poder presenciar una desfilada històricament significativa, quan a una gran conjunció (quan Júpiter i Saturn són visibles alhora) s'hi van sumar altres planetes. Aquest fenomen és una de les teories que tracten d'explicar l'aparició de l'estrella de Betlem a la Biblia.
Durant el mes de juny de 2022, es van poder veure Mercuri, Venus, Mart, Júpiter i Saturn (en aquest ordre). A més, entre el 20 i el 26 de juny la Lluna va situar-se per davant de l'arc. Entre gener i febrer de 2025, Venus, Mart, Júpiter, Urà, Neptú i Saturn van formar una desfilada de 6 planetes. La figura es va completar el dia 28 de febrer, quan s'hi va unir Mercuri. La propera desfilada de 6 es podrà veure l'any 2040, mentre que per observar de nou els 7 planetes, s'haurà d'esperar al 2492.